# Ittireddu
Ittireddu (sardinski: Itirèddu) je grad i općina (comune) u pokrajini Sassariju u regiji Sardiniji, Italija. Nalazi se na nadmorskoj visini od 313 metara i ima 504 stanovnika.
 Prostire se na 23,69 km². Gustoća naseljenosti je 21 st/km².
Susjedne općine su: Bonorva, Mores, Nughedu San Nicolò i Ozieri.